# 前田芳聰
前田 芳聰（まえだ よしあき、1955年 - ）は、日本の企業創立者。

## 経歴
- 1955年 大阪府出身。
- 1995年 ニューメディカ・テック株式会社 設立。
- 2006年 JAXA「宇宙オープンラボ」認定「宇宙で安心して飲める飲料水製造装置に関する研究」の開発リーダーとして共同研究開始（2008年11月まで）[1]。
- 2018年 ニューメディカ・テック株式会社 会長に就任。

## 受賞歴
- 2007年 - 経済産業省 第2回 ものづくり日本大賞 【経済産業大臣優秀賞】[2]
- 2021年 - 第３回環境カウンセラー環境保全活動表彰【循環型社会貢献賞】[3]
- 2021年 - 令和3年度おおさか環境賞　府民活動部門【奨励賞】[4]
- 2022年 - 令和4年度環境大臣表彰【地域環境保全功労者表彰】を受賞[5]

## 活動
JAXA（国立研究開発法人 宇宙航空研究開発機構）の宇宙オープンラボにおいて宇宙用安全飲料水装置の共同研究、共同開発。開発リーダーとなり技術提供。
クリスタルヴァレー災害用浄水機が東日本大震災において放射性物質の除去を紹介。採水から検査まですべての様子をテレビ東京『日経スペシャル ガイアの夜明け』で放映。同浄水器を給水支援のため活用。熊本地震の際にも日本赤十字社からの要請で給水支援を行う。水道復旧により再開した水道水も飲用に適さないことが判明。災害用浄水機の水が手洗いや飲料水として水道の蛇口で使えるよう、水道管も整備した。
災害用浄水機の開発に乗り出したのは1995年（平成7年）の阪神大震災がきっかけ。「どんな災害が起きても、きれいな水を簡単に手にすることができれば関連死を防げる」と災害用浄水機の開発を決意した。

## 特許
- 2003年 有機廃棄物及び有機廃水の再資源化システム【特許】第3716286号[9]
- 2006年 水の処理方法及び処理装置【特許】第5128086号[9]
- 2009年 海水淡水化装置【特許】第4593883号[9]

### 著書
- 「水の生命力」出版社:評言社 (1999/08)　ISBN 978-4828202549

### 共著
- 「信念の力が本物をつくる」出版社：ビジネス社（1998/10）ISBN 978-4828408057
- 「基本からわかる環境ISO」出版社：評言社（2000/03）ISBN 978-4828202587
- 「新 よくわかるエコアクション21」出版：第一法規（2008/10）ISBN:978-4474024328
- 「エコアクション21 文書・記録の作成がよくわかる本」出版社: 環境コミュニケーションズ (2010/08)　ISBN 978-4874891483
- 「エコアクション21 書類作成ガイド」出版社: 環境コミュニケーションズ 2011年対応版 (2011/12)　ISBN 978-4874891506
- 「峠を越えて」出版社：日本印刷出版（2012/04）
- 「よくわかる エコアクション21」出版社: 第一法規 2017年対応版 (2018/12)　ISBN 978-4474064713

### 寄稿
- 「甦れニッポン 未来への挑戦」日本工業新聞社（2002年）
- 「月刊資源環境対策」出版社: 環境コミュニケーションズ 　2011年11月号